# Spada con fodero da Saliceta San Giuliano
La Spada con fodero da Saliceta San Giuliano è un reperto archeologico rinvenuto nel 1883, composto da una spada celtica in ferro e dal suo fodero in ferro decorato a sbalzo, entrambi riconducibili alla seconda metà del III secolo a.C. e pertinenti al corredo funerario di un guerriero gallico sepolto in località Saliceta San Giuliano, presso Modena.

La spada appartiene ad una tipologia conosciuta in soli dieci esemplari al mondo, distribuiti tra Francia, Austria, Germania, Ungheria e Slovacchia, e costituisce, finora, l’unico reperto noto in Italia. Spada e fodero sono stati restaurati e sono attualmente esposti nelle sale del Museo civico di Modena, insieme a repliche moderne di entrambi i reperti che mostrano come essi dovevano presentarsi originariamente. 

## Il ritrovamento della necropoli celtica
La spada e il suo fodero appartengono al corredo funerario di una tomba di guerriero rinvenuta nel 1883 a Modena, in zona Saliceta San Giuliano, da Arsenio Crespellani, direttore del Museo civico di Modena.
Nella stessa area erano state individuate precedentemente altre sepolture. Infatti nel 1876, nel corso dell'estrazione di argilla dalle cave delle fornaci Benassati, in un campo denominato Doccia ("Duzzil"), erano state già rinvenute fortuitamente alcune inumazioni galliche: si trattava di tomba a fossa, dalle quali furono recuperati diversi elementi di corredo. Di questo primo ritrovamento era stato dato avviso a Carlo Boni, predecessore del Crespellani nella guida del Museo, ed egli vi aveva eseguito un sopralluogo il 10 febbraio 1876. Tra il 1876 ed il 1877 Boni poté riportare alla luce tre tombe, alle quali si sommarono poi la tomba del guerriero rinvenuta nel 1883 ed almeno altre due o forse tre tombe rinvenute dal 1883 al 1887 e pubblicate dal Crespellani. Si delinea così il ritrovameno, nelle immediate vicinanze dell'antica città romana di Mutina, di una vera e propria necropoli antica, composta da circa sette inumazioni a fossa.
Tuttavia il numero preciso delle tombe rinvenute, così come l'estensione della necropoli e l'esatta appartenenza dei diversi elementi di corredo alle varie sepolture, non sono di facile ricostruzione, a causa di due fattori: il primo è costituito dalla presenza di alcune incongruenze e lacune nelle fonti documentarie a nostra disposizione, ed in particolare tra le descrizioni dei ritrovamenti pubblicate in diversi anni dal Crespellani, il quale ad esempio nel 1887 aggiunge negli elenchi alcuni reperti prima mai citati e illustra come appartenenti alla stessa sepoltura oggetti di corredo che in precedenza egli aveva descritto come provenienti da più tombe; il secondo fattore è invece costituito dalla frammentarietà e casualità dei ritrovamenti avvenuti nella zona mano a mano che i lavori della cava di argilla procedevano. A più riprese infatti Francesco Benassati, proprietario del terreno, inviò al Museo Civico di Modena il materiale archeologico che i suoi operai recuperavano fortuitamente nel corso dei lavori, dunque al di fuori di indagini archeologiche che, se messe in essere, avrebbero forse potuto stabilire la precisa provenienza degli oggetti.
L'unico corredo sicuramente ricostruibile è quello del guerriero, mentre dalle altre sepolture provengono complessivamente undici armille (bracciali), una kylix a vernice nera, diversi frammenti di ceramica depurata grigia, frammenti di ferro, denti di bue, un piede di coppa a vernice nera, un vasetto biconico in impasto bruno, un vago di collana in pasta vitrea blu e spirali bianche, un anello in ferro molto ossidato, un punteruolo bronzeo e diverse fibule, tra cui una villanoviana, una La Tène ed una tipo Certosa. Lo studio tipologico di questi materiali ha permesso di stabilire che la necropoli, abbastanza estesa, fu in uso dal 350 al 250 a.C., forse anche fino a poco dopo il 200 a.C., e che essa è attribuibile ai gruppi celtici stanziati nel territorio. La fibula villanoviana e quella tipo Certosa testimoniano però la frequentazione del sito già dall'età del ferro. Inoltre la necropoli doveva probabilmente essersi sviluppata a lato di una strada che costeggiava il torrente Cerca.
La necropoli gallica di Saliceta San Giuliano costituisce dunque per ora l'attestazione preromana più vicina al sito della futura colonia di Mutina.

## La tomba del guerriero
La tomba del guerriero gallico, rinvenuta nel 1883, conteneva uno scheletro maschile che, citando Crespellani, "teneva vicino a sé uno spadone, una lancia, altri oggetti in ferro ed alcune armille in bronzo".
Al corredo di questa sepoltura possono essere attribuiti con sicurezza:
1. una spada in ferro, provvista del suo fodero realizzato nello stesso materiale e decorato a rilievo da losanghe fiancheggiate da una serie di grossi elementi circolari sempre a rilievo:
2. una catena-cinturone in ferro formata da due elementi, di cui il primo (45 cm) provvisto di almeno sei torsioni concatenate e terminante ad un capo con un gancio e all'altro con un anello, mentre il secondo (11 cm) presenta una sola torsione e due anelli terminali a cappio;
3. una punta di lancia a cannone fogliata, con costolatura centrale e bordi ondulati[7];
4. due frammenti di ferro di difficile interpretazione, identificati in un primo momento come probabili coltello e rasoio[8], ma rivelatisi in seguito al restauro come due frammenti della lancia;
5. una piccola catenina con otto anelli in bronzo decorati con testine umane, facente parte del morso del cavallo del guerriero celta;
6. un chiodo in ferro a capocchia lenticolare:
7. tre pezzi informi di bronzo, forse aes rude;
8. dodici frammenti di scaglie di ferro.

Alla tomba del guerriero erano state attribuite da Crespellani anche ben sette armille, frutto di ritrovamenti casuali nell'area della cava e donate al Museo poco prima della fine del 1885. Tuttavia la pertinenza di queste armille al corredo non sembra verosimile a causa della loro variabilità tipologica che le rende riconducibili a periodi cronologici diversi. Non si può però escludere che almeno uno di questi bracciali, ad esempio l'unico a ovoli cavi, provenisse effettivamente dalla tomba del guerriero.
Il restauro e lo studio della panoplia di armi ha permesso di datare questo corredo alla seconda metà del III secolo a.C.

## La spada e il suo fodero

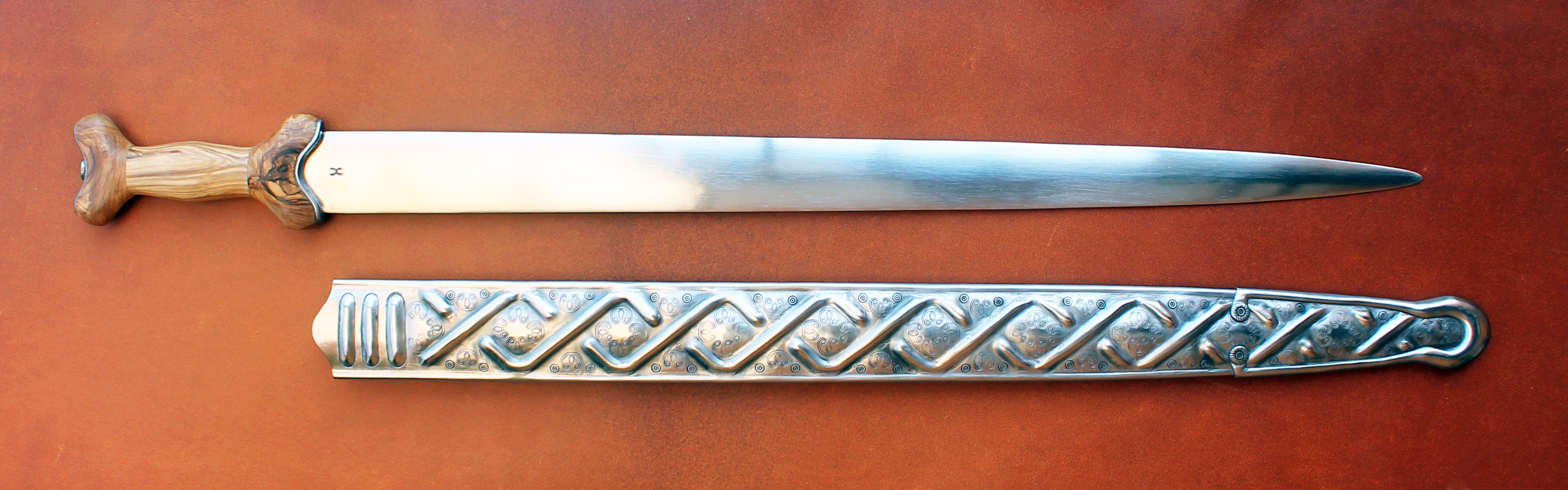
Replica della spada con fodero sbalzato e decorato da Saliceta S. Giuliano, Museo civico di Modena

La spada del guerriero celta ritrovata a Saliceta San Giuliano è stata pubblicata per la prima volta nel 1887, ma è a partire dagli anni '70 che essa è stata oggetto di uno studio approfondito.
La spada, ancora inserita nel suo fodero, si trovava associata nella sepoltura a diversi altri oggetti, tra cui i frammenti di un cinturone metallico. Ciò porta a datare il reperto alla fase di transizione tra La Tène antico e medio, ossia alla metà del III secolo a.C., poiché è una caratteristica ricorrente di questa fase la compresenza di foderi simili a quello di Saliceta con forme antiche di cinturoni (caratterizzati da maglie a doppia o tripla torsione).
Gli studi più recenti condotti sull'arma, hanno permesso di ricomporre correttamente i diversi frammenti e di ricostruire la morfologia complessiva del reperto, riportando alla luce gli elementi decorativi del fodero di età celtica ancora presenti sotto gli strati di corrosione. In seguito all’acquisizione di queste nuove informazioni è stato possibile realizzare una restituzione fedele nella forma e nella decorazione della spada e del fodero celtici, grazie alla collaborazione con Vincenzo Pastorelli, artigiano del ferro esperto in riproduzioni di armi antiche. La scoperta del decoro sul fodero di Saliceta dimostra quanto sia importante eseguire indagini diagnostiche di tipo specialistico, soprattutto sui reperti in ferro, spesso scarsamente considerati a causa del cattivo stato di conservazione in cui vengono solitamente rinvenuti, più di altri, i manufatti in ferro.
Le decorazioni presenti sui foderi di questo tipo di spade celtiche sono solitamente realizzate imprimendo le stampiglie sul ferro con punzoni elaborati e talvolta esse possono essere combinate con elementi eseguiti a sbalzo, come nell'esemplare di Saliceta; un altro tratto distintivo in questo tipo di armi è il fatto che le decorazioni ricoprono totalmente la placca frontale del fodero.
Negli esemplari più antichi, realizzati in bronzo, la tecnica a sbalzo è frequentemente impiegata per ottenere una decorazione in rilievo: ne sono alcuni esempi il fodero gallico da Filottrato e quello da Moscano di Fabriano, oppure, spostandoci in Francia, quelli rinvenuti a Épiais-Rhus e a Saint-Germainmont. Invece negli esemplari successivi realizzati in ferro, come l'esemplare di Saliceta, per animare le superfici viene largamente impiegata anche la cesellatura (come anche negli esemplari da Monte Bibele, da Flavigny e da Cernon-sur-Coole), oppure si aggiungono elementi applicati (come negli esemplari da Gournay-sur-Aronde e Drňa).
Sul fodero di Saliceta la struttura della decorazione è realizzata a partire da assi obliqui incrociati o intrecciati. La trama si sviluppa secondo uno schema fluido, ad imitazione di un intreccio, mentre su altri esemplari coevi la medesima decorazione si mostra relativamente compatta e uniforme. Su questo tipo di foderi inoltre la decorazione a intreccio di losanghe può essere creata a stampo, oppure, come nell'esemplare di Saliceta e in uno da Maubranche, le losanghe possono essere realizzate a rilievo, formando così veri e propri cordoni. La composizione generale può prendere la forma di un intreccio ad angoli, come nel caso di Saliceta, o curvilineo, come per l’esemplare di Maubranche. L'apertura del fodero, non conservata nell'esemplare di Saliceta, poteva essere evidenziata da due o tre bande trasversali, così come risulta dal confronto con altri foderi della stessa tipologia. 
Diverse piccole stampiglie sono poi utilizzate per riempire gli spazi circoscritti dal reticolo di losanghe a rilievo. La tipologia di stampiglie impiegate sul fodero di Saliceta è limitata; essa comprende motivi a occhio e palmette inscritte in semicerchi. La palmetta inscritta in un semicerchio termina con volute ripiegate verso l’interno, mentre un motivo a foglie a forma di goccia viene impiegato nello spazio interno, fra le volute, creando così una palmetta a tre rami. Questo motivo ha analogie nel repertorio decorativo lateniano: si ritrova ad esempio su una brocca da Besançon e sull'elmo di Canosa.

Nel caso di Saliceta non viene invece più utilizzato il motivo a triscele, tipico dello stile vegetale continuo presente nel periodo precedente.
Anche il motivo a viticci inclusi in un cartiglio a losanga, il più complesso tra quelli impiegati su questa tipologia di reperti, non è documentato sul fodero di Saliceta. Del resto se la tipologia di spade celtiche si presenta con una evidente uniformità morfologica e ornamentale, i motivi decorativi dei loro foderi si distinguono invece per numerose differenze, come rivelano le tecniche utilizzate, la scelta di stampiglie e la loro combinazione. 
I foderi della tipologia di Saliceta sono numericamente esigui, soltanto dieci, e distribuiti su una vasta area geografica, dalla Slovacchia fino al sud e all’ovest della Francia e al nord Italia (quello di Saliceta è l'unico esemplare italiano). Essi sono comunque sufficienti a mostrare la diversità delle soluzioni adottate, fatto che suggerisce l’esistenza di diversi centri di produzione. 
Considerando il breve periodo d’uso di questo stile ornamentale, è lecito supporre che gli artigiani specializzati nella produzione di armi abbiano cercato di riprodurre liberamente dei modelli decorativi che circolavano rapidamente. Tale ipotesi contrasta però con quanto ancora sostenuto dagli studi tradizionali sull’arte dei Celti, ossia che esistessero produzioni centralizzate diffuse su vasti territori e legate ad atelier o centri regionali.